# Steven J. Lopes
Steven Joseph Lopes (sinh 1975) là giám mục của Giáo hội công giáo Rôma. Ông là một dịch giả và biên tập sách kinh thánh. Steven J. Lopes là giám mục đầu tiên được tấn phong để điều hành cho một Giáo hạt tòng nhân.

## Sự nghiệp
Steven J. Lopes sinh ngày 22 tháng 4 năm 1975 tại Fremont, California, Hoa Kỳ.
Ông từng học tại các trường Công giáo ở California, sau đó tiếp tục học tại Học viện Thánh Inhaxiô thuộc Đại học San Francisco.
Tháng 6 năm 2001, Steven J. Lopes được thụ phong linh mục. Ông thực hiện công việc mục vục tại Tổng giáo phận San Francisco. Ông đảm nhận chức vụ linh mục phụ tá phục vụ tại các giáo xứ Thánh Patrick ở San Francisco và giáo xứ Thánh Anselmô ở Ross, California. Linh mục Steven J. Lopes tiếp tục học và đậu bằng cử nhân, tiến sĩ thần học tại Đại học Giáo hoàng Grêgôriô ở Roma.
Từ năm 2005, Linh mục Lopes làm việc trong Bộ Giáo lý Đức tin của Tòa Thánh. Cũng trong thời gian này, Lopes đảm trách công việc một trợ lý riêng cho Hồng Y William Levada, trưởng Thánh bộ Giáo lý Đức tin từ năm 2005 đến năm 2012.. Vì những đóng góp tích cực của mình trong công việc tại đây, Steven J. Lopes được phong tước Đức ông vào năm 2010.
Ngày 24 tháng 11 năm 2015, Giáo hoàng Phanxicô đã bổ nhiệm Đức ông Steven J. Lopes làm giám mục đầu tiên của Giáo hạt tòng nhân Ngai toà Thánh Phêrô (tiếng Anh: Personal Ordinariate of the Chair of Saint Peter). Việc bổ nhiệm giám mục của Đức ông Steven J. Lopes xảy ra chỉ năm ngày trước khi Giáo hạt bắt đầu sử dụng Sách Lễ mới. Bộ sách lễ này đã được Toà Thánh phê chuẩn dùng cho việc sử dụng riêng tại các Giáo hạt tòng nhân trên toàn thế giới bắt đầu từ ngày 29 tháng 11 năm 2015 tức là vào Chủ nhật thứ nhất của Mùa Vọng Giáng sinh theo như lịch Công giáo. Steven Joseph Lopes là một trong ba giám mục trẻ tuổi nhất của Giáo hội công giáo Rôma hiện nay (hai người còn lại là đều là giám mục người Ukraine và cùng sinh năm 1976).
Từ năm 2011, giám mục Steven J. Lopes đã trực tiếp tham gia vào công việc biên soạn bộ Sách Lễ mới dành cho các Giáo hạt tòng nhân. Ông cũng từng là điều phối viên điều hành của Uỷ ban Anglicanae Traditiones của Toà Thánh, có nhiệm vụ biên soạn các bản văn phụng vụ mới.
Hiện Giáo hội Công giáo Rôma có ba Giáo hạt tòng nhân ở khắp nơi trên thế giới, giám mục Steven J. Lopes là giám mục đầu tiên được bổ nhiệm để mục vụ tại Giáo hạt tòng nhân Ngai toà Thánh Phêrô ở Hoa Kỳ, ngoài ra các Giáo hạt tòng nhân Đức Mẹ Walsingham ở Anh và Giáo hạt tòng nhân Đức Mẹ Thánh giá Phương Nam ở Australia chưa có giám mục tông tòa.
Giám mục Steven J. Lopes đã kế nhiệm Đức ông Jeffrey N. Steenson, người giữ vai trò là vị Bản quyền đầu tiên của Giáo hạt tòng nhân Ngai toà Thánh Phêrô từ năm 2012 (vì Đức ông Jeffrey N. Steenson trước đây thuộc Giáo hội Anh theo tín ngưỡng Anh giáo, đã lập gia đình nên ông không đủ điều kiện để được thụ phong giám mục Giáo hội Công giáo).
Thánh lễ tấn phong giám mục của Steven J. Lopes sẽ được tổ chức vào ngày 02 tháng 02 năm 2016 tại Houston. Giám mục Steven J. Lopes sẽ trú ngụ tại trụ sở Giáo hạt tòng nhân Ngai toà Thánh Phêrô tại Houston, Texas, với hơn 40 giáo xứ và các cộng đoàn ở khắp Hoa Kỳ và Canada. Ông sẽ cai quản các tu sĩ và giáo dân, trong đó có hơn 70 linh mục và phó tế.

## Đánh giá
- "Qua sự bổ nhiệm tân giám mục cho Giáo hạt tòng nhân Ngai toà Thánh Phêrô, Đức giáo hoàng Phanxicô đã khẳng định và mở rộng quan điểm của Đức giáo hoàng Bênêđictô về sự hiệp nhất Kitô giáo, trong đó các lối diễn tả đa dạng của cùng một đức tin được liên kết với nhau trong Giáo hội. Khi bổ nhiệm tân giám mục Lopes, Đức giáo hoàng đã xác nhận rằng Giáo hạt tòng nhân là một thành phần bền vững luôn mãi của Hội Thánh Công giáo, như bất kỳ giáo phận nào khác - và nay lại có một giám mục để có thể đóng góp phần mình tích cực hơn nữa vào đời sống của Giáo hội và của thế giới."_ Hội đồng Giám mục Việt Nam.